# 安恰拉坎迪
安恰拉坎迪（Ancharakandy），是印度喀拉拉邦Kannur县的一个城镇。总人口21882（2001年）。

## 人口
该地2001年总人口21882人，其中男性10380人，女性11502人；0—6岁人口2156人，其中男1109人，女1047人；识字率85.57%，其中男性为87.96%，女性为83.41%。